# Арсура (комуна)
Арсура (рум. Arsura) — комуна у повіті Васлуй в Румунії. До складу комуни входять такі села (дані про населення за 2002 рік):
- Арсура (786 осіб) — адміністративний центр комуни
- Міхаїл-Когелнічану (136 осіб)
- Пихнешть (540 осіб)
- Фундетура (532 особи)

Комуна розташована на відстані 303 км на північний схід від Бухареста, 29 км на північний схід від Васлуя, 50 км на південний схід від Ясс.

## Населення
За даними перепису населення 2002 року у комуні проживали 1994 особи, усі — румуни. Усі жителі комуни рідною мовою назвали румунську.
Склад населення комуни за віросповіданням:
| Релігія       | Кількість осіб | Відсоток |
| ------------- | -------------- | -------- |
| православні   | 1980           | 99,3%    |
| п'ятдесятники | 8              | 0,4%     |
| адвентисти    | 6              | 0,3%     |